# ニコ・グリーサム
ニコ・グリーサム（Nico Greetham, 1995年3月5日 - ）は、アメリカ合衆国の俳優、ダンサーである。
グリーサムは、テレビシリーズ『パワーレンジャー・ニンジャスティール』のカルヴァン・マクスウェル/ニンジャスティール・イエローレンジャー役と、ミュージカル映画『ザ・プロム』のニック役で知られる。

## 経歴
グリーサムはバージニア州ウッドブリッジで、父クリス・グリーサムと母イザベラの長男として生まれた。両親は共に医者で、父はスコットランド系、母はコロンビア系である。家族は他に姉のガブリエラと妹のナタリーがいる。バージニア州マナサスにあるオズボーン・パーク・ハイスクールを卒業した。
グリーサムは子供の頃に体操選手を目指していたが、8歳で怪我をして体操競技からは離れてダンスを始めた。フランコニアにあるストリクトリー・リズム・ダンスでトレーニングを行い、全国的な大会で賞やタイトルを数多く手に入れた。18歳の時に『アメリカン・ダンスアイドル』(SYTYCD) のオーディションを受け、第10シーズンへの出場が決定した。そしてトップ・テンのファイナリストになり、2013年10月1日から同年11月27日までのSYTYCDツアーにメンバーとして参加した。
グリーサムは大学へは進学せず、ダンサーと俳優としてのキャリアを追及するためにロサンゼルスへ移った。しかし、ブロードウェイのミュージカル『ニュージーズ』にジョジョ/ダーシー役での出演が決定していたためにロサンゼルスからニューヨークへ移り、2014年8月24日に公演が終了するまでの5か月間の出演を続けた。
その後ロサンゼルスへ戻り、ダンサーとしてテレビのバラエティ・ショーやリアリティー・ショーに出演した。またニューヨークや東京の多くのシアターにパフォーマーとして出演した。そしてロサンゼルスにあるいくつかのクラスで6か月間俳優としての訓練を受けた後、本格的に出演したのが『パワーレンジャー・ニンジャスティール』のカルヴァン・マクスウェル/ニンジャスティール・イエローレンジャー役である。

## フィルモグラフィ

### 映画
| 公開年 | 邦題 原題                                                  | 役名 原表記      | 備考         |
| ------ | ---------------------------------------------------------- | ---------------- | ------------ |
| 2008   | From Within                                                | boy on bike      | (uncredited) |
| 2013   | Marked                                                     | David Young      | (short)      |
| 2020   | ディナー・イン・アメリカ Dinner in America                 | デリック Derrick |              |
| 2020   | ハーレイ・クインの華麗なる覚醒 BIRDS OF PREY Birds of Prey | 雇われ団員 Goon  |              |
| 2020   | First Lady                                                 | young Max        |              |
| 2020   | Dramarama                                                  | Oscar            |              |
| 2020   | ザ・プロム The Prom                                        | ニック Nick      |              |

### テレビシリーズ
| 放映年    | 邦題 原題                                                                                | 役名 原表記                                                                                                  | 備考                                            |
| --------- | ---------------------------------------------------------------------------------------- | --- | ----------------------------------------------- |
| 2013      | アメリカン・ダンスアイドル So You Think You Can Dance                                    | ニコ・グリーサム Self                                                                                        | 全9話出演                                       |
| 2014      | ジェネラル・ホスピタル General Hospital                                                  | - | エピソード 「1.13045」 (uncredited)             |
| 2015      | glee/グリー Glee                                                                         | ヴォーカル・アドレナリンのグループ Vocal Adrenaline                                                          | 第6シーズン 第10話 「ピンチを乗り越えろ！」     |
| 2015      | Best Time Ever with Neil Patrick Harris                                                  | - | 2 episodes (uncredited)                         |
| 2017–2018 | 超能力ファミリー サンダーマン The Thundermans                                            | - | 全2話出演 (uncredited)                          |
| 2017–2018 | パワーレンジャー・ニンジャスティール Power Rangers Ninja Steel                           | カルヴァン・マクスウェル / ニンジャスティール・イエローレンジャー Calvin Maxwell / Yellow Ninja Steel Ranger | 全44話出演                                      |
| 2019      | NCIS 〜ネイビー犯罪捜査班 NCIS                                                           | トミー・ラーソン Tommy Larson                                                                                | 第16シーズン 第21話 「正義の天秤」              |
| 2019      | Into the Dark                                                                            | Daniel | Episode: "A Nasty Piece of Work"                |
| 2021      | アメリカン・ホラー・ストーリーズ American Horror Stories                                 | Zinn | 第1シーズン 第4話 「The Naughty List」          |
| 2021      | アメリカン・ホラー・ストーリー：ダブル・フーチャー American Horror Story: Double Feature | Cal Cambon                                                                                                   | 第10シーズン パート2 「Death Valley」 全4話出演 |

## シアター
| 放映年 | 邦題 原題            | 役名 原表記                  | 備考                                                                          |
| ------ | -------------------- | ---------------------------- | ----------------------------------------------------------------------------- |
| 2014   | ニュージーズ Newsies | Jojo/darcy ジョジョ/ダーシー | ネダーランダー劇場 (Nederlander Theater) （ニコ・ジェームズ・グリーサム名義） |